# Romantica (Schiff, 1977)
Die  Romantica ist ein Fahrgastschiff der Personenschifffahrt Gebr. Kolb mit Heimathafen  Bernkastel. Sie wird hauptsächlich im Linienverkehr zwischen Traben-Trarbach und Bernkastel auf der Mosel eingesetzt.

## Geschichte
Die Romantica wurde 1977 auf der Schiffswerft Schmidt gebaut. Aufgrund der Ölkrise in den 1970er Jahren wurde sie in Leichtbauweise erstellt, um Brennstoff zu sparen, z. B. die Außenbleche mit nur 4 mm Materialstärke.
Bis zum Jahr 1992 war die Romantica im Einsatz als Tagesausflugsschiff der Reederei Kaufer in Königswinter. Seit 1992 gehört sie zur Flotte der Personenschifffahrt Gebr. Kolb. Ursprünglich war das Schiff für bis zu 498 Passagiere zugelassen, dies wurde aber später auf 250 Personen reduziert.

## Technische Daten
Die Romantica hat eine Länge von 36,16 Meter, ist 7,72 Meter breit und hat einen Tiefgang von 1,30 Meter. Angetrieben wird das Schiff von zwei Schiffsdieselmotoren, einem MAN 2866 R6 Reihenmotor mit etwa 230 kW und einem Mercedes V10-Motor mit etwa 200 kW, die auf zwei elektrisch gesteuerte Schottel-Ruderpropeller wirken.

## Decks und Ausstattung
Die Romantica hat drei Decks:

Bestuhlungsplan 2018

- Im unteren geschlossenen Hauptdeck 120 Sitzplätze, eine Küche, Theke und Toiletten.
- Im Mitteldeck befinden sich ca. 140 weitere Sitzplätze im geschlossenen Bereich und etwa 100 Sitzplätze im Außenbereich.
- Auf dem Oberdeck weitere etwa 70 Sitzplätze hinter dem Steuerstand.